# Premios AUF 2024
Los Premios AUF 2024 fueron la séptima edición de los reconocimientos de la Asociación Uruguaya de Fútbol a los mejores futbolistas, entrenadores, árbitros y asistentes de árbitros de la temporada del fútbol uruguayo. Además, de forma mensual o bimensual un equipo técnico premió a futbolistas destacados.

## Equipo técnico
Para el 2024, se conformó el siguiente equipo a cargo de los premios mensuales y parte de los anuales: Eduardo Arismendi, Gustavo Bañales, Luciano Cafú Barbosa, Pablo Fandiño, Álvaro Fuerte, Gregorio Pérez, Rodrigo Romano, Jorge Seré, Sergio Blanco, Richard Porta, Alejandro Bertoldi, Álvaro Gutiérrez y Juan Manuel Olivera.
Los premios mensuales fueron al mejor jugador, joven talento sub-21 (nacidos después del 01.01.2003), gol del mes y mejor atajada, a partir de esta edición se eliminó la distinción de un equipo ideal mensual. Los premios anuales fueron mejor jugador, jugador del público, joven talento, mejor director técnico, mejor gol, mejor atajada, mejor debutante, goleador, valla menos vencida, jugadores con más minutos en cancha, equipo ideal, mejor árbitro, mejor asistente, Fair Play y la Copa AUF Sin Género, que premia al club que sume más puntos entre los torneos masculinos y femeninos.

## Premios

### Febrero-marzo
Mejor jugador: Leonardo Fernández (Peñarol)

Joven talento: Luciano Rodríguez (Liverpool)

Gol del mes: Alex Silva (Progreso)

Mejor atajada:  Luis Mejía (Nacional)

### Abril
Mejor jugador: Alex Silva (Progreso)

Joven talento: Jeremía Recoba (Nacional)

Gol del mes: Emiliano Gómez (Boston River)

Mejor atajada:  Luis Mejía (Nacional)

### Mayo
Mejor jugador: Emiliano Gómez (Boston River)

Joven talento: Facundo Bernal (Defensor Sporting)

Gol del mes: Gianni Rodríguez (Boston River)

Mejor atajada:  Pedro González (Fénix)

### Junio
Mejor jugador: Octavio Rivero (Defensor Sporting)

Joven talento: Joaquín Lavega (River Plate)

Gol del mes: Leonardo Fernández (Peñarol)

Mejor atajada: Darío Denis (Cerro)

### Julio
Mejor jugador:  Alexis Castro (Nacional)

Joven talento: Damián García (Peñarol)

Gol del mes:  Tomás Adoryan (Rampla Juniors)

Mejor atajada: Andrés Samurio (Rampla Juniors)

### Agosto-septiembre
Mejor jugador: Bruno Damiani (Boston River)

Joven talento: Joaquín Lavega (River Plate)

Gol del mes: Gonzalo Petit (Nacional)

Mejor atajada: Fabrizio Correa (River Plate)

### Octubre
Mejor jugador: Bruno Damiani (Boston River)

Joven talento: Lucas Sanabria (Nacional)

Gol del mes: Juan Manuel Gutiérrez (Boston River)

Mejor atajada: Mauro Goicoechea (Danubio)

### Noviembre-diciembre
Mejor jugador: Leonardo Fernández (Peñarol)

Joven talento: Agustín Soria (Defensor Sporting)

Gol del mes: Leonardo Fernández (Peñarol)

Mejor atajada: Mauro Silveira (Wanderers)

### Anuales
El 22 de enero de 2025 se realizó la ceremonia en que se entregaron los premios correspondiente a la temporada 2024.

Mejor jugador: Leonardo Fernández (Peñarol)

Jugador del público: Leonardo Fernández (Peñarol)

Joven talento: Damián García (Peñarol)

Mejor director técnico: Diego Aguirre (Peñarol)

Mejor gol del año: Gonzalo Petit (Nacional)

Mejor atajada del año:  Luis Mejía (Nacional)

Mejor debutante: Lucas Sanabria (Nacional)

Goleador: Leonardo Fernández (Peñarol) – 16 goles en 36 PJ

Valla menos vencida: Peñarol (Washington Aguerre, Guillermo De Amores y Randall Rodríguez) – 17 goles recibidos

Jugador con más minutos en cancha: Kevin Dawson (Defensor Sporting)

Mejor árbitro: Esteban Ostojich

Mejor árbitro asistente: Andrés Nievas

Fair Play: Peñarol

Copa AUF Sin Género: Peñarol

Equipo ideal:
| Golero                       | Defensas                                                                                                   | Mediocampistas                                                                  | Delanteros                                                                          |
| ---------------------------- | --- | ------------------------------------------------------------------------------- | ----------------------------------------------------------------------------------- |
| Washington Aguerre (Peñarol) | Leandro Lozano (Nacional) Guzmán Rodríguez (Peñarol) Javier Méndez (Peñarol) Juan Rodríguez (Boston River) | Eduardo Darias (Liverpool) Damián García (Peñarol) Leonardo Fernández (Peñarol) | Nicolás López (Nacional) Maximiliano Silvera (Peñarol) Bruno Damiani (Boston River) |